# Trofeul Carpați (handbal feminin) - Ediția a 16-a
Competiția din 1975 reprezintă a șaisprezecea ediție a Trofeului Carpați la handbal feminin pentru senioare, turneu amical organizat anual de Federația Română de Handbal începând din 1959. Ediția din 1975, la care au luat parte șase echipe, a fost găzduită de orașele București, Pitești și Ploiești, și s-a defășurat între 23-30 iulie 1975. Câștigătoarea turneului din 1975 a fost selecționata A a României.

## Echipe participante

### România
România a fost reprezentată de două selecționate naționale, România A și România B. 

#### România A
România A fost pregătită de antrenorii Constantin Popescu Pilică și Dan Bălășescu.
| Portari - Elisabeta Ionescu - Viorica Ionică Extreme - Christine Metzenrath-Petrovici - extremă stânga - Nadire Ibadula-Luțaș - extremă stânga/dreapta - Mariana Mihoc - extremă stânga Centri - Petruța Băicoianu-Cojocaru - Constantina Pițigoi | Pivoți - Doina Furcoi-Solomonov - Rozália Soós Interi - Viorica Cojocărița inter stânga - Simona Arghir - inter dreapta - Magdalena Miklós - inter stânga |

#### România B
România A fost pregătită de antrenorii Francisc Spier și Eugen Bartha.
| Portari - Ana Man - Doina Kopacz Extreme - Iuliana Hobincu - extremă dreapta - Viorica Vieru - extremă dreapta Centri - Maria Lăcustă - Sultana Iagăru-Aiacoboaiei | Pivoți - Monica Mihăilă - Rita Florea Interi - Victoria Amarandei - inter stânga - Darinca Andrei-Marcov - Georgeta Lăcustă-Manolescu - inter stânga - Jeana Hertza |

### Cehoslovacia
Cehoslovacia a fost reprezentată de selecționata națională.

### Republica Democrată Germană
Republica Democrată Germană a fost reprezentată de selecționata națională.

### Ungaria
Ungaria a fost reprezentată de selecționata națională.

### Uniunea Sovietică
Uniunea Sovietică a fost reprezentată de selecționata națională.

## Partidele echipei România A
|  | România A | 17 - 14 | Cehoslovacia | Sala Floreasca, București |
|  | (10-7)    |         |              | Sala Floreasca, București |
|  |           |         |              | Sala Floreasca, București |

|  | România A | 15 - 14 | RDG | Sala Sporturilor, Pitești |
|  | (7-7)     |         |     | Sala Sporturilor, Pitești |
|  |           |         |     | Sala Sporturilor, Pitești |

|  | România A | 10 - 10 | Ungaria | Sala Sporturilor, Ploiești |
|  | (5-6)     |         |         | Sala Sporturilor, Ploiești |
|  |           |         |         | Sala Sporturilor, Ploiești |

|  | România A | 27 - 14 | URSS | Sala Floreasca, București |
|  | (9-8)     |         |      | Sala Floreasca, București |
|  |           |         |      | Sala Floreasca, București |

## Clasament și statistici
Ediția a șaisprezecea a Trofeului Carpați la handbal feminin a fost câștigată de selecționata A a României.

### Clasamentul final
|   | România      |
|   | RDG          |
|   | Ungaria      |
| 4 | Cehoslovacia |
| 5 | URSS         |
| 6 | România B    |

### Topul marcatoarelor echipei România A
| Poz. | Nume                           | Echipă  | Goluri |
| ---- | ------------------------------ | ------- | ------ |
| 1    | Simona Arghir                  | România | 20     |
| 2    | Rozália Soós                   | România | 15     |
| 3    | Doina Cojocaru                 | România | 9      |
| 3    | Doina Furcoi-Solomonov         | România | 9      |
| 5    | Magdalena Miklós-Ilyés         | România | 7      |
| 6    | Constantina Pițigoi            | România | 3      |
| 6    | Mariana Mihoc                  | România | 3      |
| 8    | Christine Metzenrath-Petrovici | România | 2      |
| 9    | Nadire Ibadula-Luțaș           | România | 1      |